# 義井博
義井 博（よしい ひろし、1928年10月2日-2008年5月26日）は、日本の歴史学者。名古屋市立大学名誉教授。

## 生涯
大阪府出身。海軍兵学校、旧制八高を経て1952年名古屋大学文学部史学科卒、1959年同大学院西洋史博士課程満期退学、1978年「日独伊三国同盟と日米関係 太平洋戦争前国際関係の研究」で大阪大学文学博士。
1957年愛知学院大学講師、助教授、1964年名古屋市立大学教養部助教授、教授、1994年定年退官、名誉教授、愛知淑徳大学教授。1999年退職。西洋史研究からスタートしたが、20世紀の軍事・戦争史や外交史に手を広げた。
1983年『真珠湾奇襲とポーランド電撃戦』で吉田茂賞受賞。

## 著書

### 単著
- 『二〇世紀外交史の一研究』峰書房 1964
- 『西洋史像の形成』ミネルヴァ書房 1966
- 『世界のドキュメント 10　電撃と奇襲』人物往来社 1968
- 『国際関係史』南窓社 1971
- 『昭和外交史』南窓社 1971
- 『西洋史』南窓社 1974
- 『カイザー ドイツの世界政策と第一次世界大戦』清水書院 Century books 人と歴史シリーズ 1976　
  - 『カイザーの世界政策と第一次世界大戦』清水新書 1984
  - 『ヴィルヘルム二世と第一次世界大戦』清水書院 2018
- 『真珠湾奇襲とポーランド電撃戦』荒地出版社 1982
- 『教養西洋史』南窓社 1989
- 『ヒトラーの戦争指導の決断 一九四〇年のヨーロッパ外交』荒地出版社 1999

### 編著
- 『目撃者が語る昭和史 第4巻 2・26事件 青年将校の蹶起から鎮圧、処刑まで』編 新人物往来社 1989
- 『目撃者が語る昭和史 第7巻 太平洋戦争 2 ミッドウェー海戦から玉砕戦へ』編 新人物往来社 1989

### 翻訳
- クラウス・ヒルデブラント『ヒトラーと第三帝国』中井晶夫共訳 南窓社 1987

## 論文
- 義井博 - CiNii